# マデシ州
マデシ州（ネパール語: मधेश प्रदेश、英語: Madhesh Province）は、ネパール南東部の州。
州都はジャナクプル。憲法改正により2015年9月20日に設置された。
2021年の人口は612万6288人で、全国の21%を占め、7州中2位。
面積は9661km2で、全国の6.5%を占め、7州中最小。
全域がマデシ地方に含まれる。
2022年1月17日、州議会は第二州（Province No. 2）からマデシ州（Madhesh Province）への改称を決定した。

## 人口
- 1981年6月22日：288万2623人
- 1991年6月22日：360万5277人
- 2001年5月28日：460万4713人
- 2011年6月22日：540万4145人
- 2021年7月1日：612万6288人

## 隣接州
- 北： バグマティ州
- 東： コシ州
- 南～西： ビハール州

## 行政区画
以下の8郡から成る。
- サプタリ郡
- サルラヒ郡（英語版）
- シラハ郡（英語版）
- ダヌシャ郡
- バラ郡（英語版）
- パルサ郡（英語版）
- マホッタリ郡（英語版）
- ラウタハト郡

## 主要都市
人口は2015年の値。
- ビールガンジ：20万7980人
- ジャナクプル：16万9287人(州都)
- カライヤ（英語版）：8万6629人
- ラハン（英語版）：7万9963人

## 交通
- シマラ空港（英語版）
- ジャナクプル空港（英語版）
- ラジュビラジュ空港（英語版）